# Coenosia semialba
Coenosia semialba este o specie de muște din genul Coenosia, familia Muscidae. A fost descrisă pentru prima dată de Malloch în anul 1922. Conform Catalogue of Life specia Coenosia semialba nu are subspecii cunoscute.